# Yamachichi
Ne doit pas être confondu avec Yamajijii.

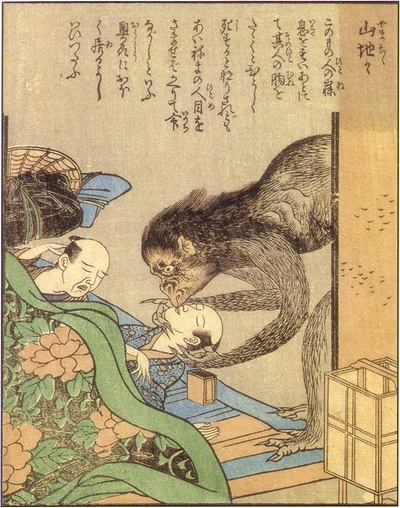
Un yamachichi de Takehara Shunsen (1841).

Le yamachichi (, étymologiquement « région montagneuse » et « poitrine » ou « lait », a priori sous forme d'ateji) est un yōkai évoqué dans Ehon hyaku monogatari. Selon la légende, le yamachichi était au départ une chauve-souris. Après avoir vécu de longues années, elle serait devenue un nobusuma (une sorte de chauve-souris avec des pouvoirs) pour ensuite devenir un yamachichi.
Ce yōkai ressemble à une sorte de singe avec un visage humain, des dents pointue et des lèvres aspirantes.

## Légende
Selon la légende, les yamachichi vivent dans les montagnes du nord-est du Japon et descendent tard dans la nuit pour entrer dans les maisons des alentours. La créature s'approcherait de sa victime pour aspirer ses ronflements, puis donnerait un coup de poing sur son torse avant de s'enfuir. À la suite de son attaque, la victime meurt le lendemain, sauf si la créature est vue par des témoins. Dans ce cas, elle prendra la fuite et la durée de vie de la victime se trouve alors allongée,.